# Восстание 10 августа 1792 года
Восстание 10 августа 1792 — одно из знаковых событий Великой Французской революции. День 10 августа (фр. journée du 10 août) привёл к фактическому падению французской монархии после штурма Тюильри Национальной гвардией повстанческой Парижской коммуны и революционными федератами (фр. fédérés) из Марселя и Бретани. Король Людовик XVI вместе с семьёй укрылся в Законодательном собрании, был отстранён от власти и арестован. Восстание 10 августа является кульминацией в неудавшейся из-за комплекса внутренних и внешних причин и обстоятельств попытке установить во Франции конституционную монархию. Присутствие в столице и участие федератов в свержении монархии придало 10 августа общенациональный характер. Формальный конец монархии произошёл шесть недель спустя как один из первых актов нового Национального конвента. В историографии революции это восстание и его исход чаще всего называют просто Восстанием 10 августа (фр. Journée du 10 août) или Второй революцией.

## Контекст

### Военные неудачи
Война «королю Богемии и Венгрии» была объявлена 20 апреля 1792, и неподготовленность армии и её руководства с самого начала привели к серьёзным неудачам. Французская армия была в состоянии полнейшего хаоса. Личного состава было недостаточно потому, что большинство предпочитало записаться в добровольческие батальоны, которые лучше оплачивались, выбирали своих собственных командиров и распускались после окончания кампании. Но и несмотря на это их формирование происходило довольно медленно. Добровольцы, охваченные революционным энтузиазмом, могли пополнить только часть личного состава: очень часто национальным гвардейцам, не желающим покидать домашние очаги, предлагали бонусы; и потребовалось время для достаточного пополнения войск. Материальную часть должны были предоставлять местные власти и прибывала она медленно; при этом не было достаточно вооружения.
Генерал Дюмурье — министр иностранных дел и глава военного министерства — полагал, что армия может получить боевой опыт в бою. Рассуждая о том, что противник имел не более 30 000 к началу кампании и что его войска были растянуты от Северного моря до Лотарингии, он предложил прорваться через этот тонкий кордон четырьмя колоннами от Фюрне, Лилля, Валансьена и Живе и сосредоточить для этого 50 000 на границе к 29 апреля. Но генералы, обученные классической для того времени линейной тактике, не желали даже слышать об этом плане. Кроме того, офицеры не доверяли своим недисциплинированным войскам, а солдаты в ответ подозревали их в роялизме и в симпатиях к врагу: из 9 000 офицеров, по крайней мере, половина уже эмигрировала и несколько офицеров дезертировало накануне наступления. 29 апреля, только при одном виде австрийских войск, Диллон и Бирон приказали отступать. С возгласами об измене войска отступили в беспорядке, а Диллон стал жертвой солдатского самосуда в Лилле.
Генералы возложили всю ответственность на недисциплинированность войск и на военное министерство, которое это допускало. В ответ правительство жирондистов потребовало наказать убийц Диллона; в то же время Марат призывал солдат избавиться от своих генералов. 18 мая командующие армий встретились в Валансьене и, проигнорировав повторные приказы военного министерства о наступлении, объявили наступление невозможным, советуя королю о немедленном заключении мира. В результате генералы приостановили наступление, а в мае целый корпус, Royal-Allemand, перешёл на сторону врага. Стареющий Рошамбо подал в отставку, а Лафайет тайно предложил австрийцам перемирие, чтобы повернуть свою армию на Париж для разгона якобинцев и восстановления порядка в столице.
Военные неудачи ещё больше обострили внутриполитическую обстановку в стране. Офицеры королевской гвардии (фр. garde du corps du roi), состоящей почти сплошь из дворян, открыто ликовали по поводу французских неудач. С осуждением «безбожной» войны выступили неприсягнувшие священники (фр. clergé réfractaire), призывавшие верующих не платить налоги и не поставлять рекрутов. Они оправдывали в своих проповедях вмешательство австрийского императора во французские дела необходимостью «восстановить во Франции христианство». Жирондисты не видели ничего другого, как вернуться к политике давления на короля, которая и привела их к власти изначально. Такова была ситуация, когда Законодательное собрание приняло свои три декрета.

### Декреты Собрания
Первый из декретов был направлен против священников, отказавшихся присягнуть гражданской конституции. Возникавшие под влиянием духовенства беспорядки показали необходимость решительных мер. Не обращать внимание на действия неприсягнувших священников в столицах департаментов было бы равно созданию восьмидесяти трёх центров раздора, фанатизма и контрреволюции. Страна должна быть очищена — таково было чувство большинства ассамблеи. 27 мая 1792, после нескольких дней обсуждения, ассамблея принимает проект следующего декрета: «Когда двадцать активных граждан коммуны потребуют, что неприсягнувший священник должен покинуть коммуну, директория департамента должна объявить о его депортации, если мнение директории соответствует ходатайству. Если мнение директории не соответствует требованию двадцати граждан, она должна определить, является ли присутствие священника угрозой для общественного порядка, и, если мнение соответствующего комитета подтверждает ходатайство двадцати заявителей, депортация должна быть исполнена незамедлительно». Этот декрет давал духовенству выбор между присягой гражданской конституции и депортацией.
За этой мерой последовала другая, направленная против личной гвардии короля (фр. Garde du corps du roi), состав которой считался роялистски настроенным и позволял себе высказывать угрозы в адрес ассамблеи. В мае, Базир предложил распустить гвардию, обвиняя гвардейцев в вызывающем поведении и планах побега короля. Шабо заявил, что у него есть сто восемьдесят два документа, которые показывают существование заговора с целью насильственного разгона ассамблеи. 27 мая, после доклада о контрреволюционном заговоре, собрание постановило, что его сессии должны быть перманентными, что Парижская национальная гвардия должна быть увеличена в два раза, и что Петион должен сообщать о положении в столице ежедневно. Гаде перечислил три причины, почему гвардия короля должна быть распущена: первая, она была образована незаконно; вторая, её офицеры подстрекали к восстанию; третья, большинство гвардии придерживается контрреволюционных взглядов. 29 мая 1792 ассамблея постановила, что личная гвардия короля должна быть распущена и её командующий, герцог де Бриссак заключён под стражу. Этот декрет был исполнен немедленно.
И третий декрет предусматривал создание 14 июня лагеря 20 000 федератов недалеко от Парижа. Предложение было сделано в ассамблее 4 июня Серваном без предварительной консультации со своими коллегами или королём. Серван настаивал, что это необходимо для установления спокойствия в стране. В самом декрете говорилось, что его цель заключается в создании более тесных уз братства между департаментами Франции. Обсуждения в ассамблее показали, что объектом этого органа должна была быть общественная безопасность. Армии врага приближались извне, и враги конституции готовили заговоры изнутри. Париж и ассамблея должны иметь защиту.

### Отставка министерства Жиронды
Людовик отказался санкционировать декреты о неприсягнувших священниках и создании военного лагеря. 12 июня министр внутренних дел Ролан в письме королю призвал его согласиться на эти два пункта, заявив, что его поведение может привести к падению трона и резне аристократов. На следующий день король отправил в отставку Ролана, а затем Клавьера и Сервана. 15 июня приём Дюмурье ассамблеей был достаточно враждебен, чтобы убедить его, что он может быть привлечён к суду за военные неудачи, и так как король настаивал на утверждении только указа о роспуске его гвардии, Дюмурье подал в отставку и отправился к армии на север командовать одной из дивизий. Фельяны вернулись к власти в новом министерстве.
Лафайет, рассудив, что момент настал, заявил в письме ассамблее 18 июня, что «конституции Франции угрожают крамольные группы внутри страны, как и враги из-за рубежа». Говоря это, он призвал ассамблею распустить революционные организации. Использование королевского вето, отставка министров Жиронды и формирование министерства фельянов показывали, что двор и генералы пытаются провести в жизнь политическую программу сторонников Ламета и Лафайета, которые стремились избавиться от якобинской угрозы, пересмотреть конституцию, укрепить королевскую власть и прекратить войну, пойдя на сделку с неприятелем.

### Давление на короля

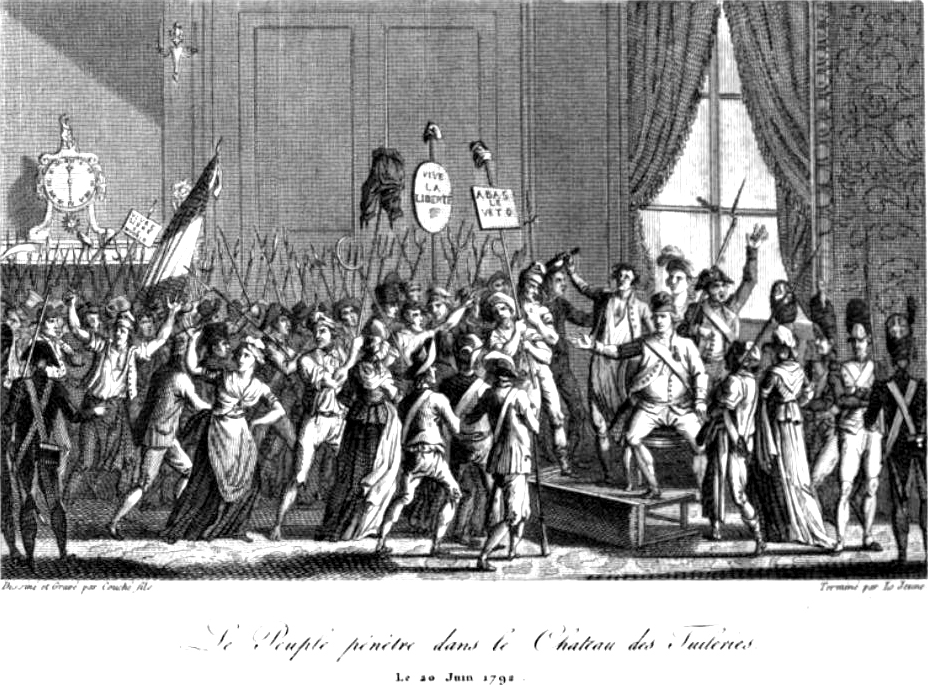
Демонстрация 20 июня 1792

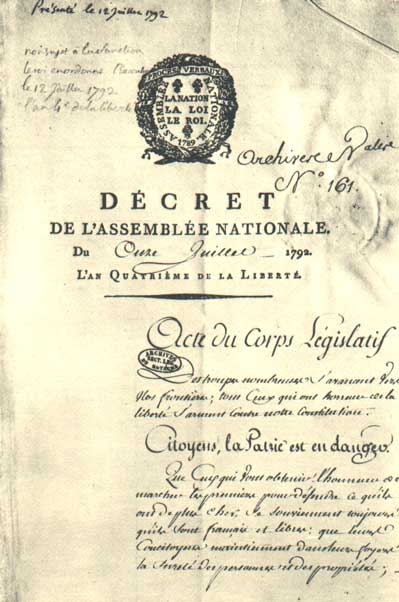
Декрет «Отечество в опасности»

Королевское вето декретов Законодательного собрания было опубликовано 19 июня, всего за один день до 3-й годовщины клятвы в зале для игры в мяч. Была организована демонстрация 20 июня 1792 с целью оказать давление на короля. Во дворце, наводнённом демонстрантами, король вынужден был надеть фригийский колпак санкюлотов и выпить за здоровье нации, но отказался утвердить декреты и вернуть министров. Мэр Парижа Петион был смещён, и 28 июня Лафайет покинул свой пост в армии и предстал перед ассамблеей, чтобы призвать депутатов распустить якобинский клуб и наказать тех, кто нёс ответственность за демонстрацию 20 июня. Это был смелый, но запоздалый жест. Это не могло привести ни к чему из-за всеобщего недоверия, в котором в настоящее время находился герой 89-го года. Депутаты обвинили его в дезертирстве, а король отверг все предложения бежать при содействии человека, который так долго был во главе его заключения. Толпа сожгла его чучело в Пале-Рояле. Для таких, как Лафайет, уже не было места ни рядом с республиканскими символами, ни в стране, которая приняла эти символы как свои. Через шесть недель он будет арестован австрийцами во время бегства в Англию и заключён в тюрьму. Бездействие его войск в течение более чем 2 месяцев казалось необъяснимым. Это дало время прусским войскам закончить свои приготовления и спокойно сосредоточиться на линии Рейна.
Декрет от 2 июля уполномочивал национальных гвардейцев, многие из которых уже были в пути в Париж, прийти на церемонию Федерации; другой от 5 июля заявлял, что в случае национальной опасности все трудоспособные мужчины могут быть призваны для обороны отечества и всё необходимое для обороны страны реквизировано. Шесть дней спустя, 11 июля 1792 года, ассамблея объявила La patrie est en danger.
На площадях были вывешены плакаты со словами: «Граждане, Отечество в опасности!».

## Кризис

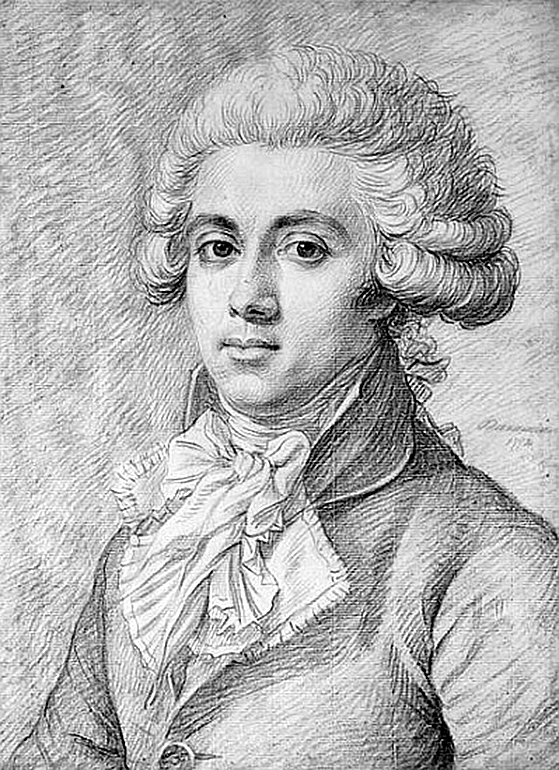
Пьер Верньо

3 июля Верньо предоставил более широкое поле для обсуждения, произнеся угрозу против самого короля: 
Именно от имени короля французские принцы пытались поднять все дворы Европы против нации; чтобы отомстить за достоинство короля, был заключён Пильницкий договор и создан чудовищный альянс между дворами Вены и Берлина; для защиты короля стеклись в Германию гвардейцы короля под штандарт восстания; спешат прийти на помощь королю эмигранты, добиваются назначений и получают их в австрийской армии и готовятся нанести удар своей родине прямо в сердце ... это во имя короля свобода подвергается нападению ... Но я читаю в Конституции, глава II, раздел I, статья 6: Если король встанет во главе армии и направит её силы против народа, или, если он не воспротивится против такого акта, совершаемого во имя его, он будет признан отрёкшимся от королевской власти.-- Пьер Верньо 
 И Верньо напомнил о королевском вето, беспорядках, вызванных этим в провинциях, и преднамеренном бездействии генералов которые открыли путь к вторжению; и он спросил в ассамблее, хоть и косвенно — не подходит ли Людовик XVI под оглашённую им статью конституции. Таким образом он ставил вопрос о низложении короля перед общественным мнением. Его речь, которая произвела огромное впечатление, была разослана ассамблеей во все департаменты.
Пытаясь обойти королевское вето о создании военного лагеря, ассамблея предложила национальным гвардейцам (федератам) из провинции прийти в Париж якобы для торжеств 14 июля по пути на фронт. Федераты, как правило, придерживались более радикальных взглядов, чем депутаты, которые их пригласили, и к середине июля они уже ходатайствовали перед ассамблеей о низложении короля и не собирались покидать Париж до решения этого вопроса. 25 июля в Париж прибывают 300 добровольцев из Бреста и пять дней спустя 500 марсельцев. Впервые Париж услышал «Марсельезу», маршевую песню революции, которой марсельцы дали своё имя.
Прибывшие федераты организовывают центральный комитет и тайную директорию, в которую были включены и некоторые парижские лидеры — тем самым гарантируют прямой контакт с секциями Парижа. Уже 15 июля был сформирован координационный комитет из одного федерата от каждого департамента. В рамках этого органа вскоре появился тайный комитет из пяти членов. Вожуа, епископальный викарий из Блуа; Дебес, федерат из Дромы; Гийом, профессор из Кана; Симон, журналист из Страсбурга; Галиссо из Лангра — это были имена так же малоизвестные в Париже, как и для истории, но именно они были авторами движения, которое сотрясло Францию. Они встречались в доме Дюпле на улице Сен-Оноре, в доме, где жил Робеспьер, в комнате, занимаемой Антуаном, мэром Меца. Они встречаются с группой руководителей секций чуть лучше известных, чем они сами — журналистами Карра и Горса, Александром и Лазовским из предместья Сен-Марсель, Фурнье «Американцем», Вестерманном (единственный военный среди них), пекарем Гареном, Анаксагором Шометтом и Сантером из предместья Сен-Антуан. Уже происходили ежедневные заседания отдельных секций, и 25 июля ассамблея дала согласие на непрерывность заседаний для них официально. Не все секции высказывались против короля, но «пассивные» граждане стали участвовать в заседаниях, и 30 июля секция Французского театра дала всем своим членам право голоса. На секционных заседаниях якобинцы и санкюлоты сталкивались с умеренными и постепенно брали верх. 30 июля декрет разрешил принятие «пассивных» граждан в ряды национальной гвардии.

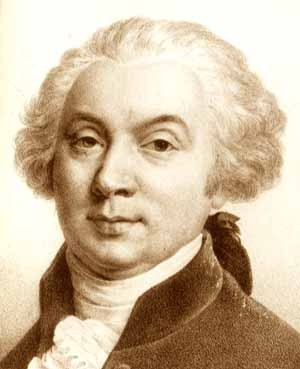
Жером Петион де Вильнёв

1 августа пришло известие о манифесте герцога Брауншвейгского с угрозой «военной экзекуции» Парижа в случае насилия над королём: 
Если дворец Тюильри будет захвачен, если будет учинено малейшее оскорбление и насилие, если будет допущена малейшая обида по отношению к королю, королеве и королевской семье, если не будут приняты меры, обеспечивающие их безопасность, спасение и предоставление им свободы, их королевское и императорское величество произведут беспримерное и неизгладимое на вечные времена наказание, предав город Париж военной экзекуции и полному разрушению, а мятежники, виновные в преступлениях, будут подвергнуты казни.
 В тот же день и в последующие дни Париж получает известие, что австрийские и прусские войска перешли французскую границу. Эти два события возбуждают республиканский дух до пика революционной ярости.
Восстание угрожало разразиться 26-го, затем 30 июля, но было предотвращено благодаря усилиям Петиона, который должен был 3 августа предоставить петицию секций в ассамблее. Из сорока восьми секций Парижа, все, кроме одной, поддержали петицию о низложении короля. Петион заявил Законодательному собранию, что секции «возобновили суверенитет народа» и теперь у него нет никакой другой власти над ними, кроме как «словесного убеждения». Обсуждение этого адреса с требованием низложения короля было назначено на четверг 9 августа. Тем самым Собрание, само того не ведая, назначило дату восстания. Ультиматум секции Кенз-Вен, предместье Сен-Антуан, гласил, что она «будет терпеливо и мирно ждать до 11 часов вечера будущего четверга ответ Законодательного собрания», давая возможность ассамблее «проявить» себя. 9 августа Законодательное собрание после двухдневных дебатов отказалось рассматривать вопрос о низложении короля и даже предъявить обвинение Лафайету в дезертирстве 224 голосами против 406. В эту ночь над Парижем зазвучал набат.

## Восстание
Вечером 9 августа секции находились в непрерывных заседаниях. В 23 часа секция Кенз-Вен предложила, чтобы каждая секция выбрала трёх делегатов с инструкциями по «рекомендации немедленных шагов по спасению государства» (фр. sauver la chose publique) и 28 секций ответили на этот призыв. Их делегаты составили повстанческую Коммуну. Карра и Шометт отправились в казармы марсельских федератов в секции кордельеров, в то время как Сантер поднял предместье Сен-Антуан, а Александр предместье Сен-Марсель.
Муниципалитет был уже в сессии. С полуночи до 3 утра старая и новая, легальная и повстанческая коммуны, сидели в соседних комнатах в ратуше (фр. Hôtel de Ville de Paris). Нелегальная организовывала нападение на Тюильри, легальная, вызывая командующего обороны Тюильри в ратушу, расстраивала оборону дворца. Между шестью и семью утра эта фарсовая ситуация была прекращена. Повстанческая Коммуна сообщила муниципалитету в формально изложенной резолюции, что она приняла решение о приостановлении его полномочий; но оставляет мэра (Петион), прокурора (Манюэль), заместителя прокурора (Дантон) и администраторов в их исполнительных функциях. Резолюция гласила, что «когда народ находится в состоянии восстания, он принимает все полномочия на себя». Через час после этого началось наступление на Тюильри.

### Подготовка обороны Тюильри

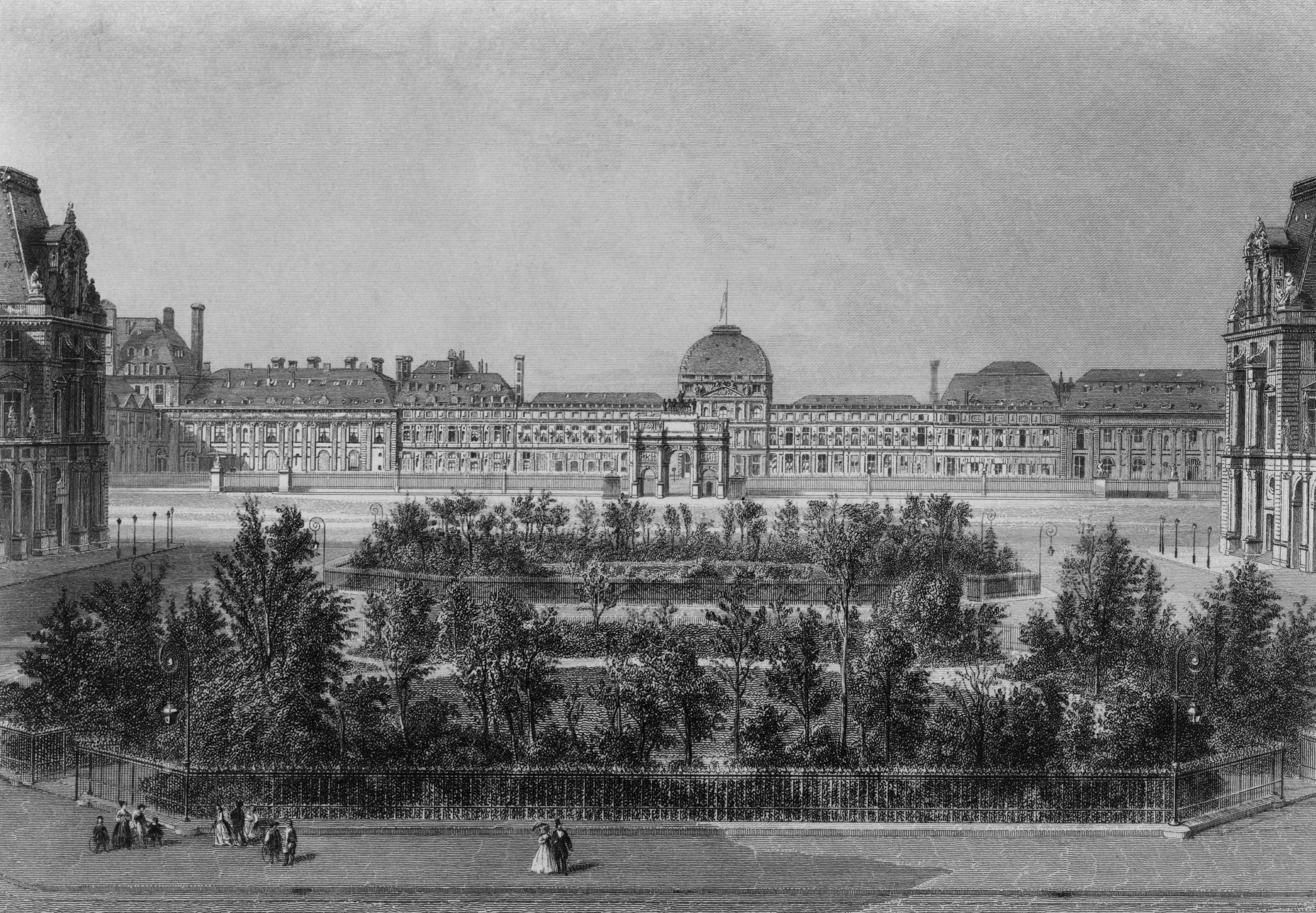
Дворец Тюильри времён Людовика XVI

Можно было бы предположить, что Париж не особенно рисковал в случае нападения на Тюильри. Но не таково было всеобщее мнение современников. Король не смог подкупить ключевых лидеров движения. Согласно Малуэ, тридцать семь тысяч фунтов было выплачено Петиону и Сантеру за ничего не стоящие обещания предотвратить восстание. В последнюю минуту он отверг совет отречься от престола, не только от Верньо и Гаде, встревоженных поворотом дел, к которому, сами того не желая, их предыдущие действия и вели, но и от его старого и верного министра Малешарба. Он был полон решимости защищать Тюильри. Его сторонники ожидали и готовились к атаке заранее и были уверены в успехе. План обороны, составленный профессиональным военным, был принят департаментом Парижа 25 июня: это была его официальная обязанность по защите исполнительной власти. Дворец был легко защищаем. Гарнизон был единственным опытным и профессиональным из регулярных войск обеих противостоящих сторон — 950 ветеранов швейцарской гвардии (слух сделал их в четыре раза больше); вдобавок 930 жандармов, 2 000 национальных гвардейцев, и 200—300 кавалеров Ордена Святого Людовика и других роялистов. Пяти тысяч человек должно было быть достаточно для обороны; хотя сейчас известно, что им не вполне хватало боеприпасов. Агенты Коммуны сообщали, что под дворцом были прорыты подземные ходы, по которым могли быть тайно введены в бой дополнительные войска . Маркиз Манда, командующий национальной гвардии, был не очень уверен в ней, но тон его приказов был настолько решителен, что, казалось, мог вселить уверенность в защитников дворца. Он разместил войска на мосту Пон-Нёф, чтобы предотвратить соединение между повстанцами обеих сторон Сены и помешать любой комбинированный манёвр с их стороны.
В общем, это не было взятие Бастилии. Лидеры Коммуны вполне могли подумать дважды, прежде чем бросить необученных повстанцев и добровольцев, за которыми следовала вооружённая пиками недисциплинированная масса санкюлотов против довольно сильных укреплений Тюильри. Сторонники короля вполне могли рассчитывать на успех.

### Смещение обороны

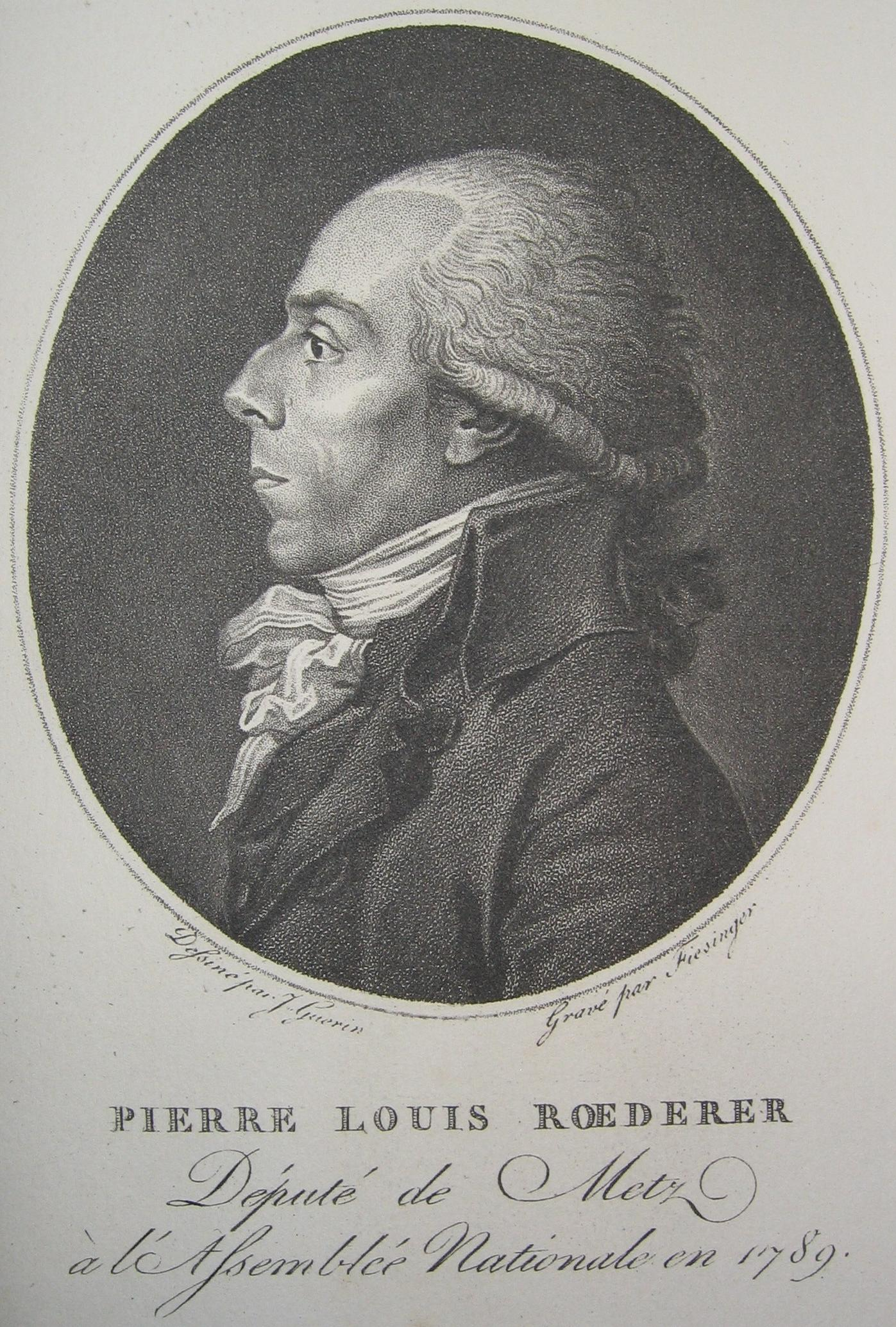
Пьер-Луи Рёдерер

Этим поздним вечером 9 августа во дворце было трое человек, чьё присутствие должно было гарантировать безопасность королевской семьи — Петион, мэр Парижа, Редерер, прокурор Парижа, и маркиз Манда, командующий войсками, собранными для защиты Тюильри. Все трое подвели короля. Петион утверждал позднее, что он должен был прийти, чтобы защитить королевскую семью; но около 2 утра, услышав угрозы от группы роялистов, он удалился в мэрию, где был заключён под стражу по приказу повстанческой Коммуны. Первая ошибка Редерера заключалась в том, что он уверил королевскую семью, что никакого нападения на Тюильри не будет. Второй ошибкой, когда ряд бюллетеней от Блонделя, секретаря муниципалитета, дал понять, что нападение неизбежно, было убедить Людовика отказаться от защиты дворца и отдать себя под защиту ассамблеи. Затем Редерер (третья и непростительная ошибка) убедил Манда подчиниться предательскому приказу Коммуны явиться в ратушу. Манда ничего не знал о формировании повстанческой Коммуны и отбыл туда без сопровождения. Там он был немедленно заключён под стражу, а вскоре после этого убит. Командование национальной гвардией было передано Сантеру.

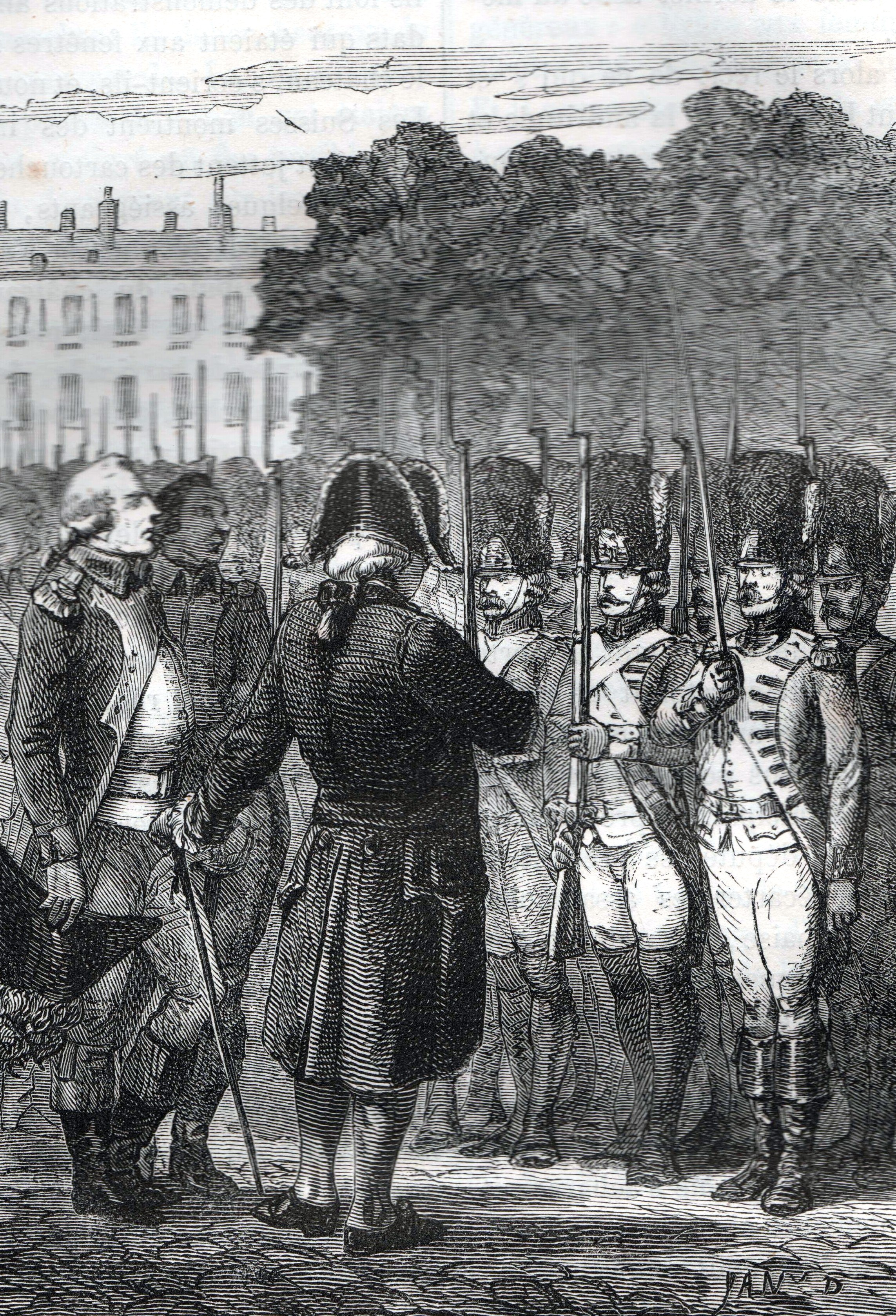
Людовик XVI инспектирует верные войска

Таким образом, когда примерно в семь утра авангард повстанцев был замечен в задней части дворца, там не было никого, чтобы отдавать приказы. Людовик, сонно инспектируя свой гарнизон, «при полном параде, со шпагой на боку, пудрой, сыпавшейся с волос парика», был встречен криками национальных гвардейцев «Да здравствует нация!» и «Долой вето!» (фр. A bas le véto!). Людовик ничего не сказал и вернулся в Тюильри. За ним в строю вспыхивали перепалки. Артиллеристы громко заявляли, что не будут стрелять в своих братьев.
Опасаясь насилия и кровопролития, Людовик охотно прислушивался к советам Редерера отказаться от защиты дворца. Напрасно Мария-Антуанетта настаивала, что они должны остаться и драться до конца. Ещё до того, как прозвучал первый выстрел, королевская семья была в печальном отступлении через сады дворца к дверям ассамблеи. «Господа, — сказал король, — Я пришёл сюда, чтобы предотвратить тяжкое преступление, я думаю, я не могу быть в более безопасном месте, чем с вами». «Ваше Величество, — отвечал Верньо, занимавший председательское место, — Вы можете рассчитывать на твёрдость Национального собрания; его члены поклялись умереть, защищая права народа и конституционную власть». Король занял место рядом с президентом. Но Шабо напомнил ему, что собрание не может дебатировать в присутствии короля, и Людовик удалился со своей семьёй и министрами в помещение предназначенное для стенографов и находившееся за спиной президента. Там королю предоставили место, и он слушал с его обычным мягким безразличием, как депутаты обсуждали его судьбу. Королева сидела у решётки собрания с дофином на коленях. Она, по крайней мере, понимала всю трагичность их положения.

### Штурм Тюильри

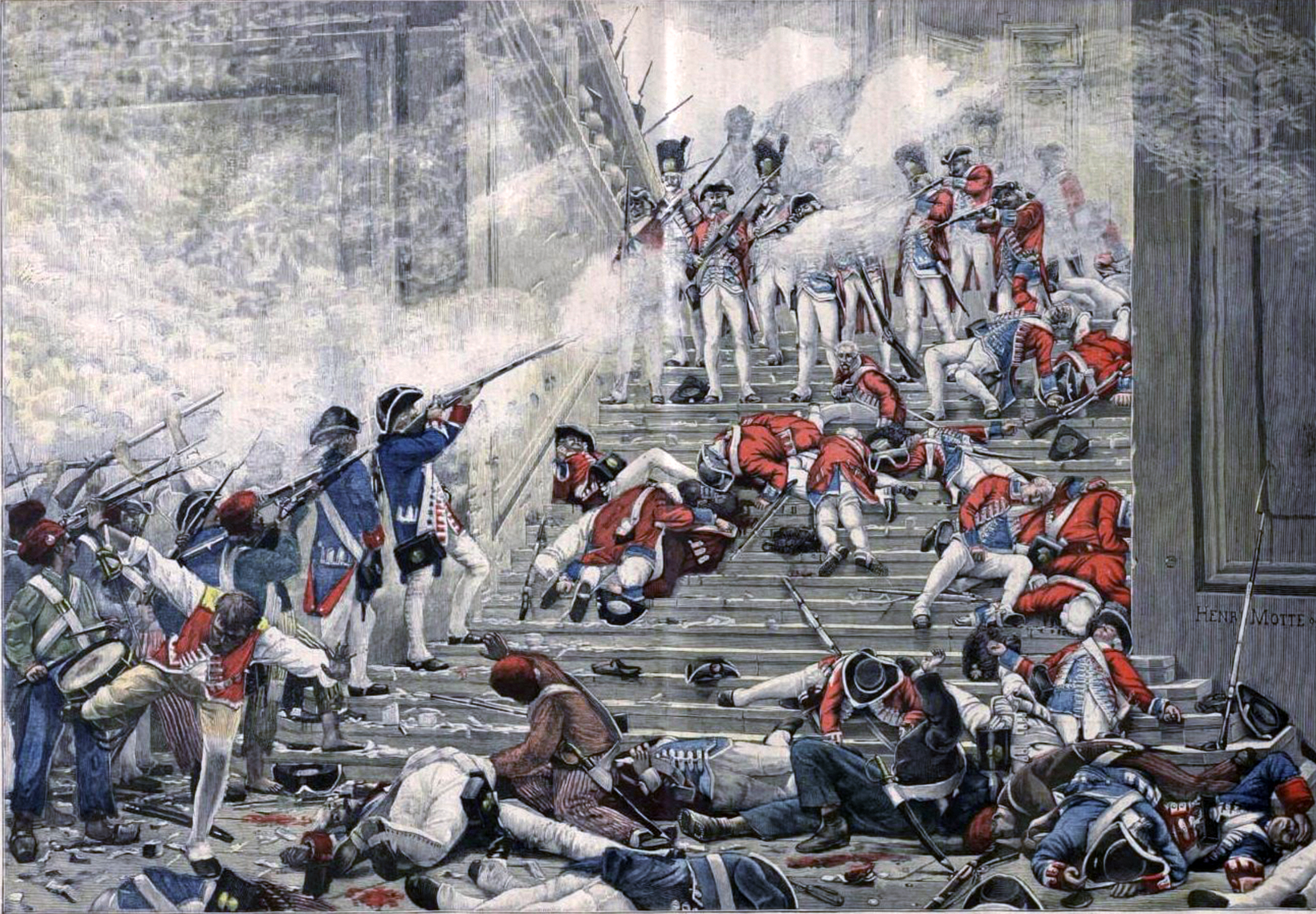
Противостояние на парадной лестнице

Было семь часов утра. Набат не переставал гудеть всю ночь. С момента ухода короля из дворца всякий повод к сопротивлению исчез, к тому же с уходом национальной гвардии, сопровождавшей короля, уменьшились и средства к защите. С криками «Да здравствует нация!» жандармы покинули свои посты. Национальная гвардия склонялась на сторону повстанцев. На правом берегу Сены батальоны Сен-Антуанского предместья, и на левом Сен-Марсельского, бретонцы и марсельские федераты продвигаются вперёд свободно, как на параде. Никакого сопротивления в обычно охраняемых местах: у Сен-Жанской арки, у проходов на мосты, вдоль набережных и во дворе Лувра. Авангард, состоящий из мужчин, женщин и детей, вооружённых чем попало, занимает покинутую площадь Карусель, и к 8 часам первая колонна под предводительством Вестерманна появилась перед дворцом.
Штурм дворца начался в восемь часов утра. По приказу короля швейцарцы отошли в глубь помещений здания, и защита прилегающего к входу двора осталась полностью на национальных гвардейцах. Марсельцы начинают брататься с артиллеристами национальной гвардии, достигают вестибюля дворца, поднимаются по парадной лестнице и призывают швейцарскую гвардию сдаться. «Сдавайтесь народу!» — закричал Вестерманн по-немецки. «Сдаться было бы позором для нас!» был ответ.
Швейцарцы неподвижно стояли в окнах дворца; обе стороны некоторое время смотрели друг на друга, не предпринимая никаких действий. Кое-кто из осаждавших подходил поближе к швейцарцам, чтобы убедить их присоединиться к народу, некоторые швейцарцы бросали из окон свои патроны в знак мира. Повстанцы между тем вошли в вестибюль дворца, где находились другие его защитники. Только решётка разделяла их. Тут-то и началось сражение, хотя никто не знает, с чьей стороны был произведён первый выстрел. Швейцарцы, стреляя сверху, очистили вестибюль и двор, бросились вниз на площадь; повстанцы рассеялись во все стороны. По ним стреляют одновременно и со стороны дворов, и со стороны сада, и со стороны города. Вся площадь представляет собой сплошное густое облако дыма, образованное беглым огнём. Самые отважные, тем не менее, собрались вокруг подъездов домов на Карусели, открыли огонь по дворцу и подожгли прилегающие дворец строения. Швейцарцы атакуют, перешагивают через тела убитых, захватывают вход во дворец, пересекают Карусель и даже уводят пушки, оставленные там нападающими. Как и при штурме Бастилии, крик о предательстве раздался над площадью, и нападающие предположили, что попали в засаду, вследствие чего впредь швейцарцы стали предметом особой ненависти со стороны санкюлотов.

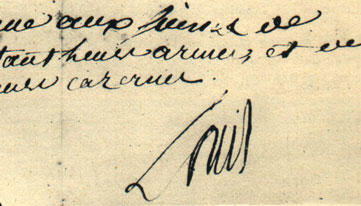
Приказ Людовика XVI о капитуляции

В этот момент подходят батальоны Сен-Антуанского предместья, и повстанцы оттесняют швейцарцев назад во дворец. Тут сопротивление делается отчаянным, большую лестницу отстаивают упорно, но наступление ведётся так бурно, что сопротивление становится вскоре бесполезным. Людовик, услышав из Манежа (фр. Salle du Manège) звук стрельбы, написал на клочке бумаги: «Король приказывает своим швейцарцам немедленно сложить оружие и вернуться в казармы». Выполнение этого приказа в такой момент означало верную смерть, и швейцарские офицеры, сознавая тщетность его выполнения в разгар напряжённого боя, не сразу отдали его. Тем не менее положение швейцарской гвардии вскоре становится угрожающим, боеприпасы иссякают и потери растут. Только тогда отдаётся приказ к отступлению. Основная часть швейцарской гвардии отступает через дворец, через сады в задней части здания, некоторые попытались укрыться в здании парламента: некоторые были окружены, приведены к ратуше и преданы смерти под статуей Людовика XIV. Из девятисот только триста осталось в живых.
Общие потери со стороны роялистов были, возможно, восемьсот человек. Со стороны повстанцев триста семьдесят шесть были либо убиты, либо ранены. Восемьдесят три из них были федераты (фр. fédérés) и двести восемьдесят пять национальных гвардейцев — простые граждане из каждой отрасли торговых и рабочих классов Парижа, которые в этот день превратились в героев. Среди них было представлено более шестидесяти профессий — парикмахеры и плотники, столяры и маляры, портные, шляпные мастера и сапожники, слесари и из домашней прислуги. Две женщины были среди раненых, и «пассивные» граждане, считавшиеся слишком незначительными, чтобы иметь даже право голоса, лежали мёртвые на земле, которую они завоевали для Республики, по-прежнему сжимая свои неуклюжие пики .

## Результат и последствия

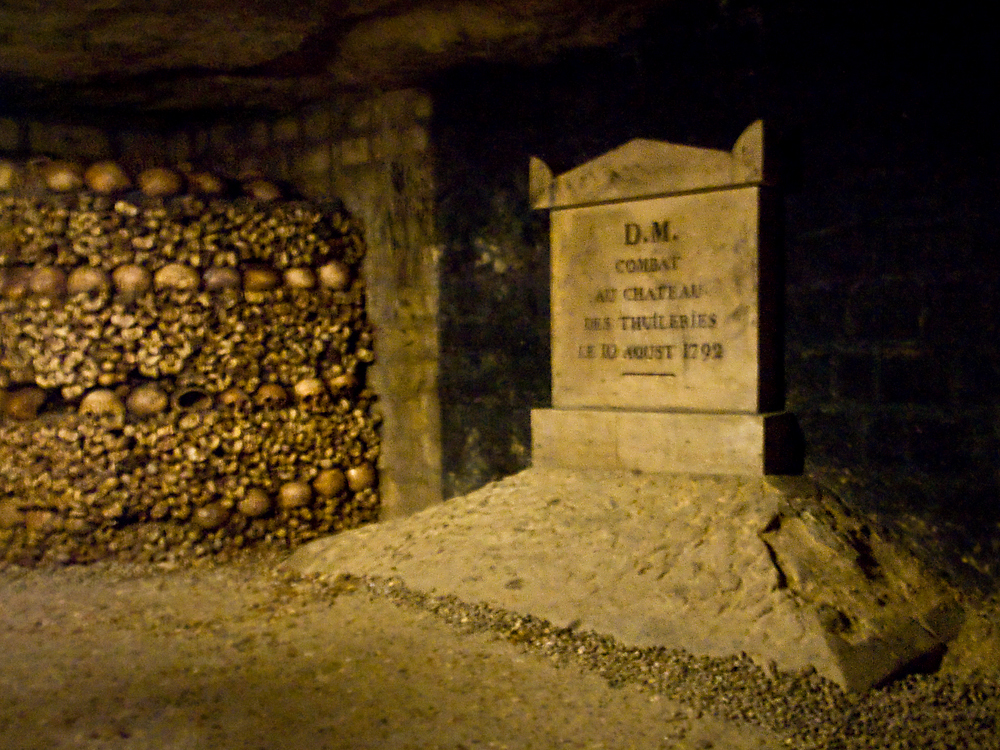
Памятный знак в парижских катакомбах, где были похоронены многие погибшие в ходе восстания

Кризис лета 1792 был главным поворотным пунктом революции. Свергнув монархию, революционеры бросили вызов всей Европе; внутренне, объявление войны и свержение монархии радикализировало революцию. Политическое деление на «активных» и «пассивных» граждан, привлечённых теперь на защиту Республики, оказалось несостоятельным — чтобы победить, революция должна была мобилизовать все ресурсы страны.
Действительно, произошла вторая революция, провозгласившая всеобщее избирательное право и, по сути, республику. Но у неё не было такой тёплой и практически единодушной поддержки, как у первой. События с 1789 принесли разногласия и раскол: многие последовали за неприсягнувшими священниками; из тех, кто остался верен революции, некоторые критиковали события 10 августа, в то время как другие заняли выжидательную позицию, опасаясь за последствия произошедшего. Те, кто участвовал в восстании или без колебаний одобрил его, были в меньшинстве — меньшинстве, решительно настроенном победить контрреволюцию любыми средствами.

### Законодательное собрание

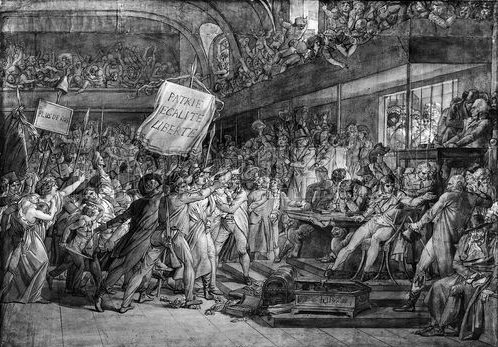
Восставшие в Законодательном собрании

Влияние событий на парламент также бросается в глаза. Более половины его членов бежало, и вечером 10 августа только 284 депутата присутствовали на своих местах в Манеже. Законодательное собрание тревожно наблюдало за перипетиями борьбы. Пока дело было сомнительно, Людовик XVI воспринимался как законный монарх. Но как только восстание определённо победило, Собрание объявило о низложении короля:
1. Французский народ приглашается образовать Национальный конвент...
2. Глава исполнительной власти временно отстраняется от своих функций, пока Национальный конвент не объявит о мероприятиях, которые он сочтёт необходимым принять для обеспечения суверенитета народа и господства свободы и равенства.--Декрет Законодательного собрания (10 августа 1792)
 Король был помещён под домашний арест. Собрание хотело заключить его в Люксембургский дворец, но Парижская коммуна потребовала доставить его в Тампль, замок поменьше, который было проще охранять.
14 июля спасло Учредительное собрание, 10 августа вынесло приговор Законодательному собранию: победители хотели бы распустить ассамблею и удержать власть в своих руках. Но поскольку новая Коммуна состояла из людей неизвестных, победители опасались потерять поддержку провинции; в итоге жирондисты остались и результатом восстания стал компромисс. Законодательное собрание оставалось на время, но признавало Коммуну, увеличенную путём выборов до 288 членов. Собрание сформировало временный Исполнительный Совет, состоявший из Монжа и Лебрен-Тонду, наряду с несколькими бывшими министрами Жиронды. Собрание проголосовало за созыв Национального конвента на основе всеобщего избирательного права, а Конвент должен был принять решение о будущей организации государства. Одним из первых его решений было упразднение монархии.

### Социальные изменения
С падением Тюильри лицо парижского общества претерпело резкое изменение. Восстание августа значительно увеличило влияние санкюлотов в Париже. В то время, как старая Коммуна состояла преимущественно из представителей среднего класса, в новой было в два раза больше ремесленников, чем юристов — неизвестные ранее люди в отличие от блестящих адвокатов 1789 года. Кроме того, сама Коммуна была некоторого рода парламентом, состоящим из 48 государств-секций. Она имела довольно относительный контроль над секциями Парижа, которые начали практиковать «прямую демократию» Руссо. «Пассивные» граждане были допущены на заседания, старые мировые судьи и полицейские уволены и Генеральная Ассамблея Секций стала, в некоторых случаях, «народным судом», в то время как новый комитет по надзору выслеживал контрреволюционеров. Для французской аристократии 10 августа 1792, а не 14 июля 1789, положило конец Старому Режиму.
Победители 10 августа вначале были заняты установлением своей власти в Париже. Коммуна немедленно закрыла оппозиционную прессу и начала производить обыски по всей столице, арестовав ряд неприсягнувших священников, дворян и аристократов. 11 августа Законодательное собрание предоставило муниципалитетам полномочия арестовывать подозреваемых. Добровольцы готовились уходить на фронт, и быстро распространились слухи, что их отправка станет сигналом для заключённых поднять восстание. Последовала волна казней в тюрьмах, что позже получило название «Сентябрьские убийства».

### Война
И как бы напоминая революционерам, что восстание 10 августа, по сути, ничего не решило, прусская армия пересекла границу Франции 16 августа. Через неделю мощная крепость Лонгви пала так быстро, что Верньо объявил о предательской сдаче. К концу месяца прусская армия была уже у Вердена, последнего бастиона, преграждавшего дорогу на Париж, и в столице было вполне оправданное мнение, что Верден тоже не будет долго сопротивляться. Война, которая началась с целью триумфа революции, теперь, казалось, вела её к катастрофе.

2 сентября в парижских секциях вновь раздался набат и барабанный бой. Стены Парижа были оклеены плакатами, чья первая строка «К оружию, граждане, враг у ворот!» воспринималась буквально многими читающими. Дантон в ассамблее уже произнёс самую известную из всех своих речей: 
Le tocsin qu’on va sonner n’est point un signal d’alarme, c’est la charge sur les ennemis de la patrie. Pour les vaincre, il nous faut de l’audace, encore de l’audace, toujours de l’audace, et la France sera sauvée !
(Набат гудит, но это не сигнал тревоги, это угроза врагам Отечества. Чтобы победить их, нужно дерзать, и ещё раз дерзать, дерзать всегда — и Франция будет спасена!)-- Жорж Дантон (2 сентября 1792)
И ещё раз санкюлоты откликнулись на призыв и в течение последующих трёх недель 20 000 добровольцев отправились на фронт на защиту родины и революции.